# Pipturus micronesicus
Pipturus micronesicus är en nässelväxtart som beskrevs av Kanehira. Pipturus micronesicus ingår i släktet Pipturus och familjen nässelväxter. Inga underarter finns listade i Catalogue of Life.